# Linchamiento mediático
El linchamiento mediático es una forma de violencia estructural por colusión ejercida a través de los medios de comunicación de masas. La legislación de países como Argentina, España y México prefiere frente a este anglicismo la denominación acoso mediático. Su intención es degradar, desprestigiar y/o desacreditar con una campaña difamatoria y machacona de medios de comunicación a una o más figuras públicas o populares.
La Ley de Comunicación de Ecuador (2013) lo define como un delito más allá de las vigentes penas por delitos como injurias y daño moral: "La difusión de información que, de manera directa o a través de terceros, sea producida de forma concertada y publicada reiterativamente a través de uno o más medios de comunicación, con el propósito de desprestigiar a una persona natural o jurídica, o reducir su credibilidad pública".
Existe porque asegura una impunidad pública masificada que proporcionan medios como Internet, donde no es necesario identificarse para calumniar (de hecho, firmar con sobrenombre ya es una mentira). Pero depende en gran medida del mainstream y de la manipulación de fuentes de información por parte de servicios secretos de gobiernos o de multinacionales, interesadas en crear estados de opinión favorables para sus intereses, para lo cual se valen de conspiranoias, posverdad, desinformación, pruebas falsas, demonización, falacias ad hominem por el estilo de la Reductio ad Stalinum o el terruqueo, rumores injustificados y prejuicios contra aquellas personas que amenazan o pueden amenazar dichos intereses. Según el sociólogo Buen Abad,

Las calumnias, las mentiras, los rumores, los chismes… las pruebas falsas y en general todas las agresiones previstas por los códigos civiles y penales, cobran virulencias especiales cuando se producen en público, sin fronteras ni mesura posible. Nadie puede reparar un daño que hace metástasis fácil en un caldo de cultivo prefabricado, abonado con morbo, impudicia e impunidad sistémicas.

Se prevalece de la libertad de expresión y por ello se proyecta primariamente contra figuras públicas; con estas intenciones puede llegarse incluso a la guerra memética. Si se realiza contra individuos corrientes se trata de un delito: acoso, mobbing o mero linchamiento digital.